# Owain ap Hywel Dda
Owain ap Hywel (fallecido en 987) fue rey de Deheubarth al sur de Gales y probablemente también controló Powys.
Owain era uno de los tres hijos de Hywel el Bueno. A la muerte de Hywel, alrededor de 950, Owain, Rhodri, y Edwin dividieron sus tierras entre ellos según la ley galesa. Los hijos no fueron capaces de retener la hegemonía de Hywel sobre Gwynedd, que fue reclamado para la casa de Aberffraw representada por los hijos de Idwal Foel, Iago e Ieuaf.
En 952, los hijos de Idwal Foel, Iago y Ieuaf, invadieron por el sur, entrando hasta Dyfed. Los hijos de Hywel respondieron atacando el norte en 954, llegando hasta el valle del Connwy antes de ser derrotados en Llanrwst y verse obligados a retroceder hasta Ceredigion.
Rhodri murió en 953 y Edwin en 954, dejando a Owain como único dueño de Deheubarth. Owain no volvió a reclamar Gwynedd; en cambio, él y su hijo Einion se volvieron hacia el este para atacar el reino de Morgannwg (moderno Glamorgan) en 960, 970, y 977. Owain envejecía y parece que Einion tomó las riendas del reino en nombre de su padre. En una incursión posterior en 984, Einion fue asesinado por los nobles de Gwent.
Tras la muerte de Einion, el segundo hijo de Owain, Maredudd le sucedió en su cargo. En 986, regresó al norte y capturó Gwynedd, desbancando a Cadwallon, hijo de Ieuaf. Al año siguiente Owain murió y Maredudd se convirtió en rey de Deheubarth, aunque consintió en compartir su reino con los herederos de Einion, Edwin y Cadell.
El texto A de los Annales Cambriae fue aparentemente compilado por instrucción de Owain.

## Descendencia
- Cadwallon (Muerto c. 961[1])
- Einion
- Maredudd